# Hämmerkogel

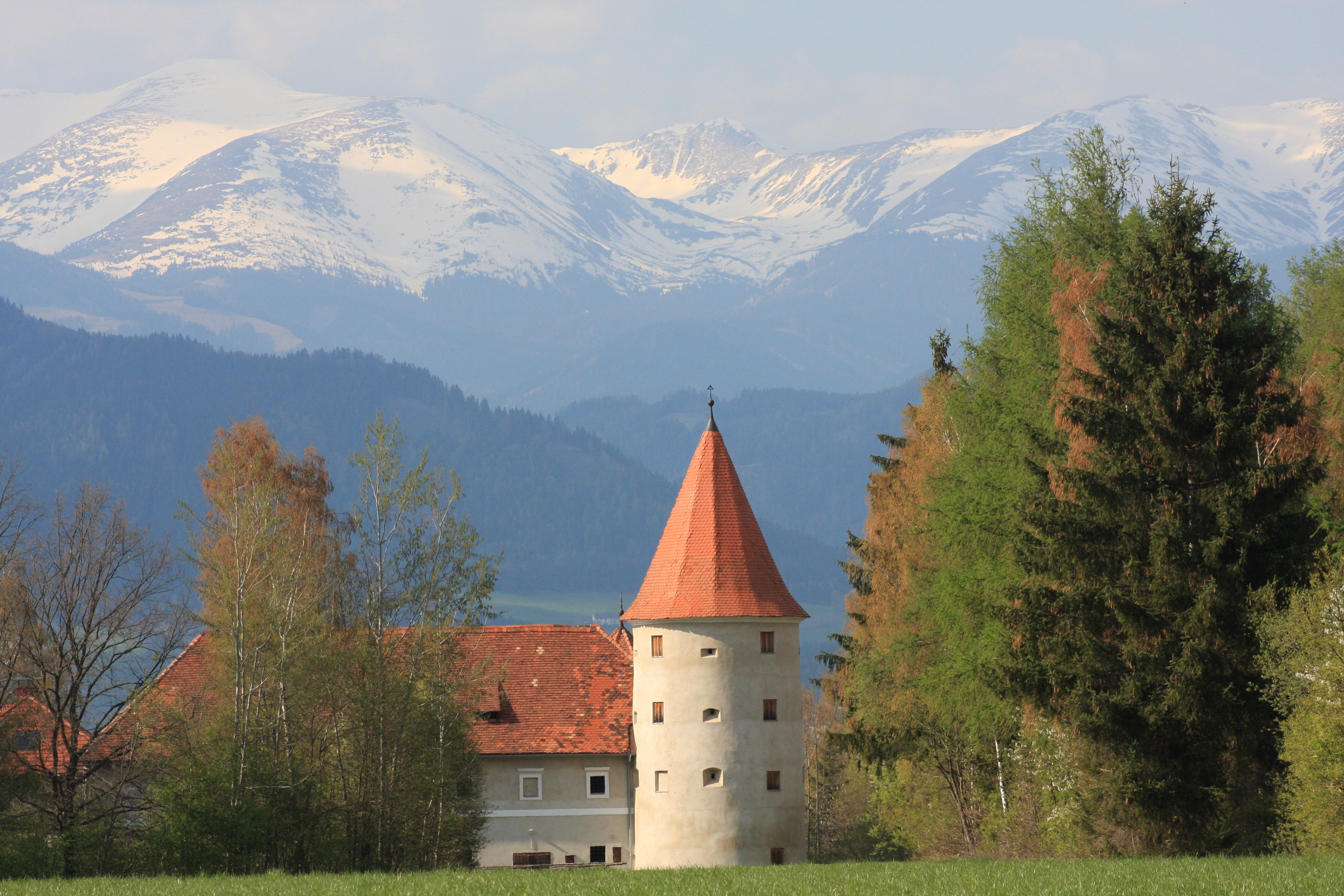
Hämmerkogel, mittig über der Turmspitze, links Seckauer Zinken, rechts Lamprechthöhe

Der Hämmerkogel ist ein Berg in den Seckauer Alpen in der Steiermark und mit 2253 m ü. A. der höchste Ort in der Gemeinde St. Marein-Feistritz. Er ragt nordöstlich des Seckauer Zinkens hervor und ist von vielen Seiten aus begehbar.
Ca. 500 m südlich des Gipfels liegt die Goldlacke.

## Routen
- Ausgangspunkt Untere Bodenhütte (1385 m ü. A.): Auf beschildertem und markiertem Wanderweg geht es in rund 3 Stunden über einen Forstweg, Wald- und Geröllsteig, vorbei an der oberen Bodenhütte, bis zum Gipfel.
- Ausgangspunkt Hochalm (1822 m ü. A.): Folgt man dem markierten Steig, auf den die gelbe Wegtafel mit Ziel Seckauer Zinken hinweist, ist man auch Richtung Hämmerkogel unterwegs. Man wandert über das Türkenfeld, die Lamprecht- und Schwaigerhöhe und schließlich ist der Gipfel auch schon in greifbarer Nähe. Die letzten zehn Minuten sollte man direkt den steileren Pfad zum Gipfel wählen und nicht links, Richtung Seckauer Zinken wandern. Hier kommt man sonst zu einer Gabelung, wo wieder ein Steig zum Gipfel führt – aber das ist ein unnötiger Umweg.
- Ausgangspunkt Seckauer Zinken (2397 m ü. A.): Zwischen 40 und 60 Minuten wandert man auf den bei gutem Wetter immer sichtbaren Gipfel des Hämmerkogels.
- Ausgangspunkt Mautern bzw. Bremstein (1868 m ü. A.): Folgt man dem Steig vom Bremstein in Richtung Bodenhütte, ist auf der linken Seite, nach rund 15 Minuten Abstieg, ein Haus/eine Hütte zu sehen. Beim Auftreffen auf die Straße geht man nach rechts Richtung Hütte. Bei diesem Haus geht nun bei der Tierfütterung ein unmarkierter und unbeschilderter Steig weg, der über die Hochreithöhe (2169 m ü. A.) auf den Gipfel des Hämmerkogels führt. Diese Route ist nur für geübte Wanderer und solche, die sich in diesem Gelände gut auskennen und zurechtfinden. Auch wenn der Pfad inmitten der vielen Latschen frei ist (durchgeforstet), besteht die Gefahr sich zu verlaufen.

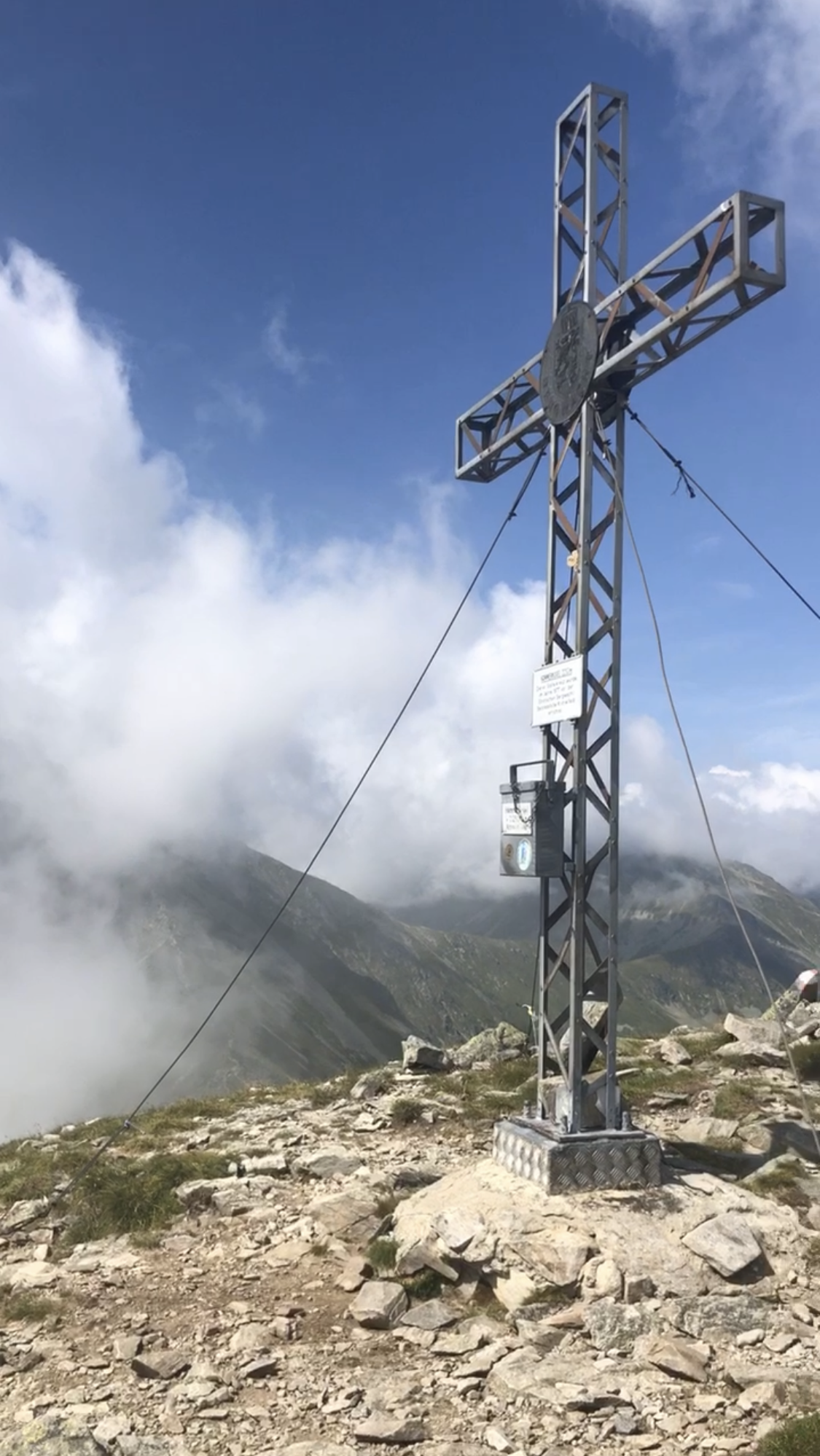
Gipfelkreuz im Sommer; links in den Wolken verschwunden der Seckauer Zinken